# Rosso Majores

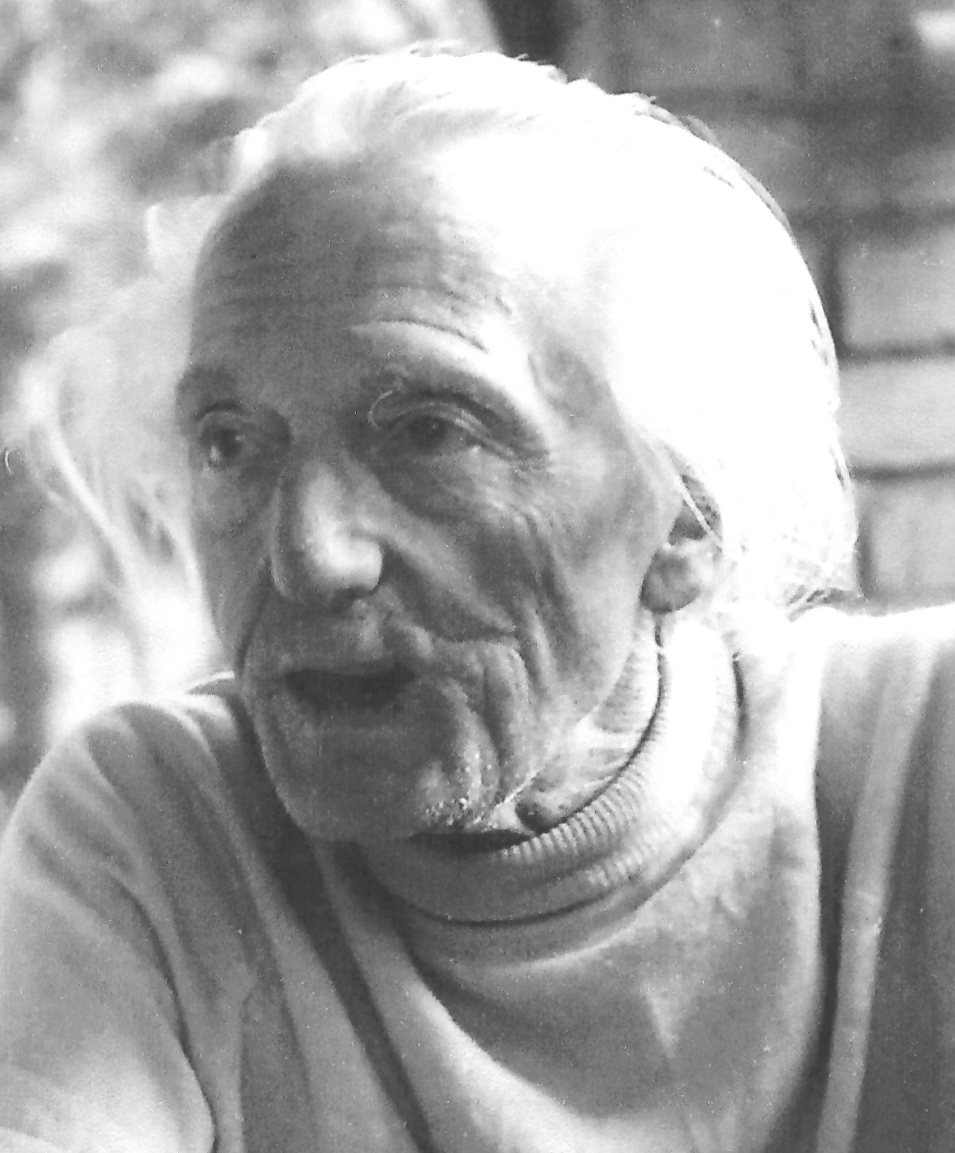
Rosso Majores (1988)

Rosso H. Majores (* 7. April 1911 in Eisfeld; † 13. Mai 1996 in Dresden, eigentlich Rosso Hugo Majores) war ein deutscher Maler, Grafiker und Kunstpädagoge.

## Leben
Majores wurde als Hugo Majores geboren. Sein Nachname Majores geht auf seinen Urahn zurück, der in der Armee Napoleons in der Völkerschlacht bei Leipzig kämpfte und sich danach mit einem Woll- und Tuchhandel in Leipzig ansiedelte. Den Vornamen Rosso als Künstlernamen gab sich Majores später wegen seines roten Haarschopfes selbst. Seine Eltern unterhielten einen Handwerksbetrieb in einer Mühle in Eisfeld, wo er aufwuchs. Der Großvater väterlicherseits war Glasmaler, dieser erkannte frühzeitig das außergewöhnliche Zeichentalent des Enkels und förderte ihn, dessen sehnlichster Wunsch das Ergreifen eines künstlerischen Berufs wurde. Nach dem Abschluss der Volksschule besuchte Majores von 1926 bis 1928 die Kunstgewerkliche Fachschule in Eisfeld bei C. Lorenz. Bereits 1929 bestand er die Aufnahmeprüfung an der Weimarer Kunsthochschule des Bauhauses in den Studienrichtungen Malerei und Grafik. Er studierte bis 1933 bei Felix Meseck und als Meisterschüler bei Walther Klemm. In Weimar lernte er 1930 die aus Osnabrück gebürtige Bildhauerin Gertrud (Tud) Walmann (* 1908; † 2004) kennen, die an der Weimarer Kunsthochschule Bildhauerei studierte.
1934 entschied sich Majores, als freischaffender Künstler in Weimar zu leben, und er unternahm in dieser Zeit Studienreisen durch die Schweiz und Galizien.
1935 kam Majores als Freischaffender Künstler nach Dresden. Im selben Jahr heiratete er Gertrud Walmann. Aus der Ehe ging die Tochter Christa hervor. Ihren Wohnsitz nahm die Familie von 1938 bis 1945 in Langebrück auf der Dresdner Straße 51.
In der Zeit des Nationalsozialismus war Majores Mitglied der Reichskammer der bildenden Künste, und er beteiligte sich an Ausstellungen. 1940 wurde zur Wehrmacht eingezogen, und er nahm am Zweiten Weltkrieg teil. Nach Verwundung und Lazarett-Aufenthalt kam er zum Kriegsende 1945 zu seiner Familie zurück. Ab 1946 wieder freischaffend im Raum Dresden tätig, siedelte die Familie nach Dresden-Klotzsche über. 1946 zerbrach seine Ehe, er verheiratete sich 1947 in zweiter Ehe mit Helene, geb. Blecha.
Majores war bis 1990 Mitglied des Verbands Bildender Künstler der DDR. Ab 1955 gehörte er zu den Vorstandsmitgliedern der Künstlergenossenschaft „Kunst der Zeit“ in Dresden. Berufen in das Stadtkulturkabinett Dresden, setzte er sich für die Ausbildung der Laienschaffenden ein.
Majores' Urne wurde in seinem Geburtsort Eisfeld beigesetzt.

## Wirken

### Kunstpädagogik
In der Nachkriegszeit arbeitete Majores von 1949 bis 1951, neben seinem künstlerischen Schaffen, als Zeichenlehrer an der Grundschule Dresden-Klotzsche.
Ab 1952 übernahm er die Leitung des 1951 gegründeten Mal- und Zeichenzirkels im damaligen VEB Sachsenwerk Radeberg, aus dem der VEB RAFENA-Werke Radeberg und später der VEB Robotron-Elektronik Radeberg hervorging. Arbeits- und Aufenthaltsort dieses Zirkels war von Anfang an im Kulturhaus Maxim Gorki in Radeberg. Diesen Zirkel leitete Majores bis 1989.
Weitere drei Mal- und Zeichenzirkel wurden von Majores geleitet: der Zirkel des VEB Flugzeugwerft Dresden, des Rates des Kreises Bischofswerda und ein Zirkel an der Technischen Universität Dresden. Die Zirkelarbeit fand wöchentlich statt und war für die Teilnehmer kostenlos. Sie wurde staatlich bzw. aus den Kultur- und Sozialfonds der Betriebe finanziert und gefördert, da sie als Teil der angestrebten sozialistischen Möglichkeiten zur Durchsetzung der Kulturpolitik der DDR angesehen wurde, mit dem Ziel, begabte Werktätige und interessierte Laienkünstler zu fördern und zu unterstützen, Talente zu entdecken sowie eine sinnvolle und weiterbildende Freizeit unter fachlicher Anleitung zu ermöglichen. Zahlreiche Studienfahrten in das sozialistische Ausland mit Kontakten zu befreundeten Zirkeln in Wrocław, Nowa Ruda, Budapest und anderen sowie gemeinsame Werkstattwochen in den Sommermonaten gehörten mit zum Programm der Zirkelarbeit.
In der Kunstpädagogischen Arbeit, die ein großes Spektrum seiner Arbeit einnahm, offenbarte Majores sein Talent, mit Feingefühl und Vorbildwirkung sein umfangreiches Wissen um die Techniken in Malerei und Grafik an seine Zirkelmitglieder weiter zu vermitteln und diese für Kunst zu begeistern und auch zu beachtlichen Erfolgen zu führen, dabei jedoch immer die individuellen Eigenheiten eines jeden Einzelnen akzeptierend und fördernd. Innerhalb seiner vier Zirkel war der Radeberger Mal- und Zeichenzirkel mit etwa 30 Teilnehmern zahlenmäßig der größte. Interessante Zirkeltätigkeit, verbunden mit gemeinsamen Ausstellungsbesuchen, Kunstgesprächen, z. B. mit Berufskünstlern im Klub der Intelligenz Dresden, gemeinsam durchgeführten Kunst-Lehrgängen, die er im Auftrag des Bezirkskabinettes für Kultur Dresden leitete, kam es zu einer Weiterentwicklung der Kunst-Interessierten. Seinem Bemühen ist es zu verdanken, dass alle Beteiligten durch künstlerische Anleitung zu eigenen schöpferischen Arbeiten ermutigt wurden. Seine Anleitungen zu den verschiedenartigen Techniken, der Lehre der Komposition und Farbgestaltung, Porträt- und Aktzeichnen führten zu einem hohen Niveau der Zirkeltätigkeit. Aus diesem Zirkel gingen auch zahlreiche Architekten, Kunsterzieher und Berufskünstler hervor, die z. Teil auch international bekannt geworden sind, wie z. B. die Maler und Grafiker Peter Muschter, Rolf Werstler, Dieter O. Berschinsky, Thomas Scheibitz.
Erst im hohen Alter gab er diese zusätzliche, mit seiner eigenen künstlerischen Arbeit parallel verbundene Zirkeltätigkeit auf.

### Eigene Arbeiten
Wie viele Künstler seiner Generation, war auch Majores von den Kriegserlebnissen des Zweiten Weltkrieges tief gezeichnet und geprägt, was auch sein eigenes weiteres künstlerisches Schaffen beeinflusste. Er begann sich wieder als freischaffender Künstler mit verschiedenen Stilrichtungen auseinanderzusetzen. Dabei erschien es ihm unumgänglich, in seine künstlerische Arbeit auch gesellschaftliche Wertevorstellungen einzubeziehen, Probleme der Zeit künstlerisch umzusetzen und den Menschen nahezubringen. Das gelang ihm vor allem mit seinen vielen Studien von Arbeitern/Arbeiterinnen und Brigade-Mitgliedern in volkseigenen Betrieben, wenn er auf Grund der mit ihm vereinbarten Werkverträge, wie z. B. mit dem VEB Robotron-Elektronik Radeberg, für größere Ölgemälde oder andere Auftragswerke mit Bildnissen arbeitender Menschen in Betrieben, tätig war. Aber er setzte sich auch intensiv mit Themen wie dem Vietnamkrieg oder dem Hunger in Afrika auseinander. Er ergriff Partei und zeigte Haltung. Dabei waren seine Arbeiten stets von seinem Credo der Natürlichkeit geprägt. Der ab Anfang des 20. Jahrhunderts zunehmend aufkommenden abstrakten Kunstrichtung folgte er nur bedingt. Er suchte immer wieder in seinen Werken, Naturformen künstlerisch umzusetzen, betonte zwar Formen bewusst, aber immer noch für den Betrachter nachvollziehbar und erkennbar in der Darstellung. Sein Anliegen war es stets, ob in Porträt, Landschaftsmalerei oder Stillleben, realistisch zu arbeiten, die Natürlichkeit in ihrer äußeren und inneren Harmonie als Wiedergabe kreativen künstlerischen Schaffens aufzuzeigen. Als Ausdrucksmittel bediente er sich dabei der Zeichnung (Bleistift-, Feder-, Kugelschreiber- oder Kohlezeichnung), der Ölmalerei, Aquarelltechnik oder Gouachetechnik, Monotypie und Linolschnitt. Typisch ist sein Schaffen dadurch gekennzeichnet, dass er in der Malerei Formen bewusst betonte, indem er mit schwarzen Kontrasten die Konturen akzentuierte und Flächen zusammenhielt. Es ging ihm dabei immer um Ausdruck, um Hervorhebung des Anliegens, des Wesentlichen und Verstärkung der Farbwirkung.
Majores schuf etwa 230 Ölgemälde und 2100 Aquarelle, Zeichnungen, Druckgrafiken und Monotypien. Ein vollständiges Werkverzeichnis liegt nicht vor.
Ausstellungen im Inland (Kulturhäuser, Museen, zu Jubiläen) und im Ausland führten zu einem hohen Bekanntheitsgrad. Seine Werke sind in zahlreichen Galerie- und Ausstellungs-Katalogen vertreten, u. a. in Dresden, Halle, Rostock, Schwerin, Sankt Petersburg. Werke im öffentlichen Besitz, übergeben als Dauerleihgaben durch die Tochter Christa Majores oder als Teilnachlässe, befinden sich im Museum Schloss Klippenstein Radeberg und in der Stadt Bischofswerda, ebenso in der Ev.-Luth. Kirche Eisfeld. Weitere Werke befinden sich in Familien- und Privatbesitz.
Majores zum Thema Realismus in der Kunst:

„...ich arbeite realistisch. Ich stelle die Dinge so dar, wie ich sie sehe und empfinde.
Ich mache nicht aus einer Figur eine Holzsäule oder einen Klotz. Ich verstehe nicht,
weshalb man den Menschen so wie ihn die Natur geschaffen hat vollständig
deformieren muß um komische Gebilde herauszubekommen. Es ist ganz klar, wenn ich einen Körper oder eine Landschaft male, das ich keinen ‚Abklatsch‘ mache. Es wird immer eine künstlerische Umsetzung erfolgen. Ich will ja nicht nur für mich arbeiten. Das setzt voraus die Dinge so darzustellen, dass die Betrachter sie auch erkennen können...“

## Ehrungen
- mehrmals Medaille „Für ausgezeichnete Leistungen“
- 1966: Kunstpreis des FDGB (mit dem Radeberger Mal- und Zeichenzirkel)
- 1970: Nationalpreis der DDR III. Klasse
- postum 2006: Auslobung des „Rosso-Majores-Förderpreises“ als Kunstpreis für Schüler zur Förderung des Kunstunterrichts an den Radeberger Schulen durch die Stadt Radeberg im Zusammenwirken mit dem Kunstkreis Radeberg e. V.

## Werke (Auswahl)

### Tafelbilder
- Glasbläser (1962, Öl auf Holz, 123 × 170 cm; Museum der Westlausitz Kamenz)[6]
- Thüringer Landschaft (1952, Öl)[7][8]
- Ausklang des Tages des Kindes (1952, Öl)[9][8]
- Friedliebende Jugend aller Nationen (1952, Öl)[10][8]

### Zeichnungen und Grafik
- Wir kämpfen für den Sozialismus (1952, Tusche)[11][8]
- Helli (1958, Tuschpinselzeichnung; 61 × 47 cm)[12]
- Mädchenbildnis (1966, Monotypie)[13]

## Ausstellungen (mutmaßlich unvollständig)

### Einzelausstellungen
- 1949 Halle/Saale, Galerie Henning
- 1950 Dresden, Kunsthandlung Rudolf Richter (mit Konrad Zenda)
- 1972 Dresden, Galerie Kunst der Zeit
- 1979 Dresden, Galerie Kunst der Zeit (mit Fritz Panndorf, Richard Sander, Helmut Schmidt-Kirstein und Heinz Hausdorf)
- 1995 Pulsnitz, Klinik Schloss Pulsnitz
- 1981 Dresden, Galerie Kunst der Zeit (Malerei und Graphik)

#### Postum
- 2011 Radeberg / Schloss Klippenstein
- 2016 Bischofswerda, Carl-Lohse-Galerie[14]
- 2022 Radeberg / Schloss Klippenstein
- 2022: Bischofswerda, Carl-Lohse-Galerie[15]

### Teilnahme an Gruppenausstellungen

#### Sicher belegte Teilnahme an Ausstellungen in der Zeit des Nationalsozialismus
- 1935: Dresden („Dresdner Kunstausstellung mit Sonderschau Kriegsbilder“)
- 1936: Dresden („Kunstausstellung Dresden“)
- 1943: Dresden, Brühlsche Terrasse („Kunstausstellung Gau Sachsen“)

#### Teilnahme an zentralen und wichtigen regionalen Ausstellungen in der DDR
- 1949: Berlin, Berliner Stadtkontor („Mensch und Arbeit“)
- 1972: Dresden, Bezirkskunstausstellung
- 1975 und 1979: Schwerin, Staatliches Museum („Farbige Grafik in der DDR“)